# Refugio Albatros

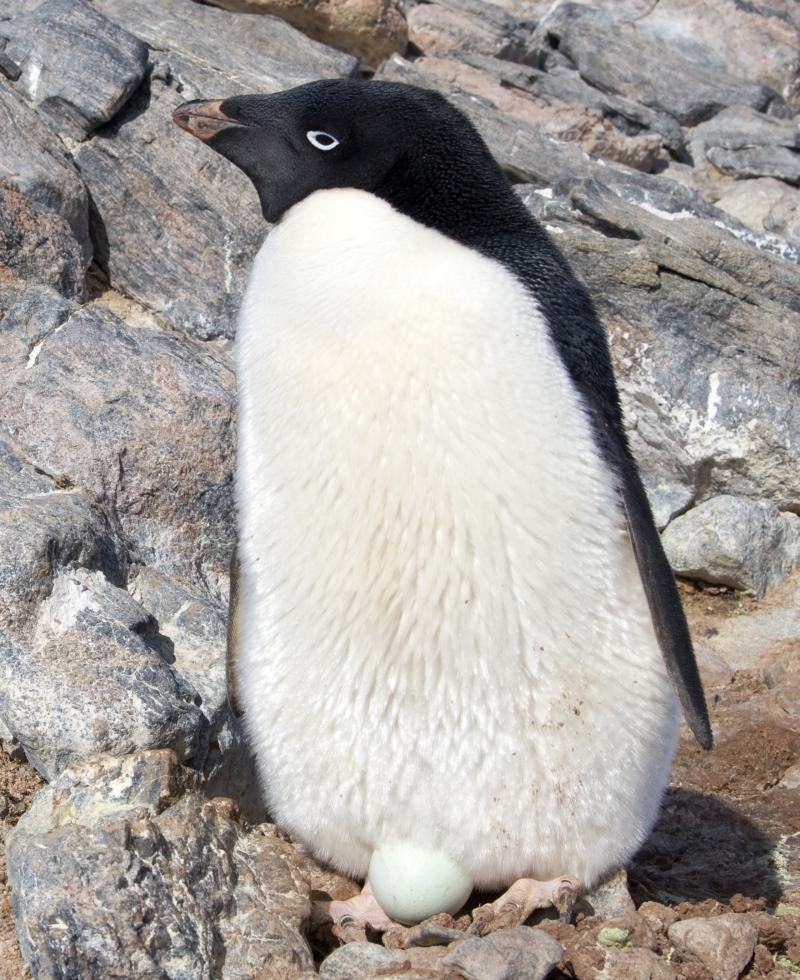
La península Potter posee una gran colonia de pingüinos adelaida.

El refugio Albatros es un refugio antártico de Argentina ubicado en el área libre de hielo al pie del glaciar Fourcade (62°15′09″S 58°39′23″O / -62.25250, -58.65639) en la península Potter de la isla Rey Jorge/25 de Mayo en las islas Shetland del Sur.

## Características
Lo mismo que el cercano refugio Elefante, el Albatros depende de la Base Carlini del Instituto Antártico Argentino, ubicada a 1,7 km al norte del refugio. El refugio está a unos 100 m sobre el nivel del mar en el acantilado que mira hacia la costa, a unos 50 metros de la playa y a menos de 1 kilómetro del refugio Elefante, en la dirección ESE.
Los refugios antárticos son instalaciones abiertas para ser utilizadas en casos de emergencia o para apoyo de actividades en el terreno. Están equipados con víveres para varios meses, combustible, alojamiento y en algunos hay grupos electrógenos y equipos de comunicaciones. En el caso del refugio Albatros su uso principal es para actividades de investigación biológica.
El refugio es una construcción pequeña pintada de color anaranjado y techo negro, junto a la cual hay una antena. Cuenta con paneles solares. Fue reparado en la campaña antártica de verano 2017-2018 y recibirá tareas de reparación y mantenimiento durante la campaña 2018-2019.
El 3 de marzo de 2016 el Radio Club Argentino realizó transmisiones desde el refugio Albatros usando la señal LU4AA/Z.

## Zona protegida
La península Potter ha sido identificada como un área importante para la conservación de las aves (IBA) por BirdLife International debido a que soporta una gran cantidad de colonias, incluyendo más de 14 000 parejas de pingüinos adelaida, 2000 parejas de pingüinos juanito y 265 parejas de pingüinos barbijo.
El lugar fue designado Sitio de Especial Interés Científico (SEIC) en 1985, y desde 2002 fue renombrado Zona Antártica Especialmente Protegida ZAEP 132 Península Potter, Isla Rey Jorge (25 de mayo), Islas Shetland del Sur, bajo propuesta y conservación de Argentina, con un área de 2,17 km². El refugio Albatros se halla fuera de la zona, aunque muy cercano, y sirve como base para el control y estudio de la zona protegida.